# Arquibanc

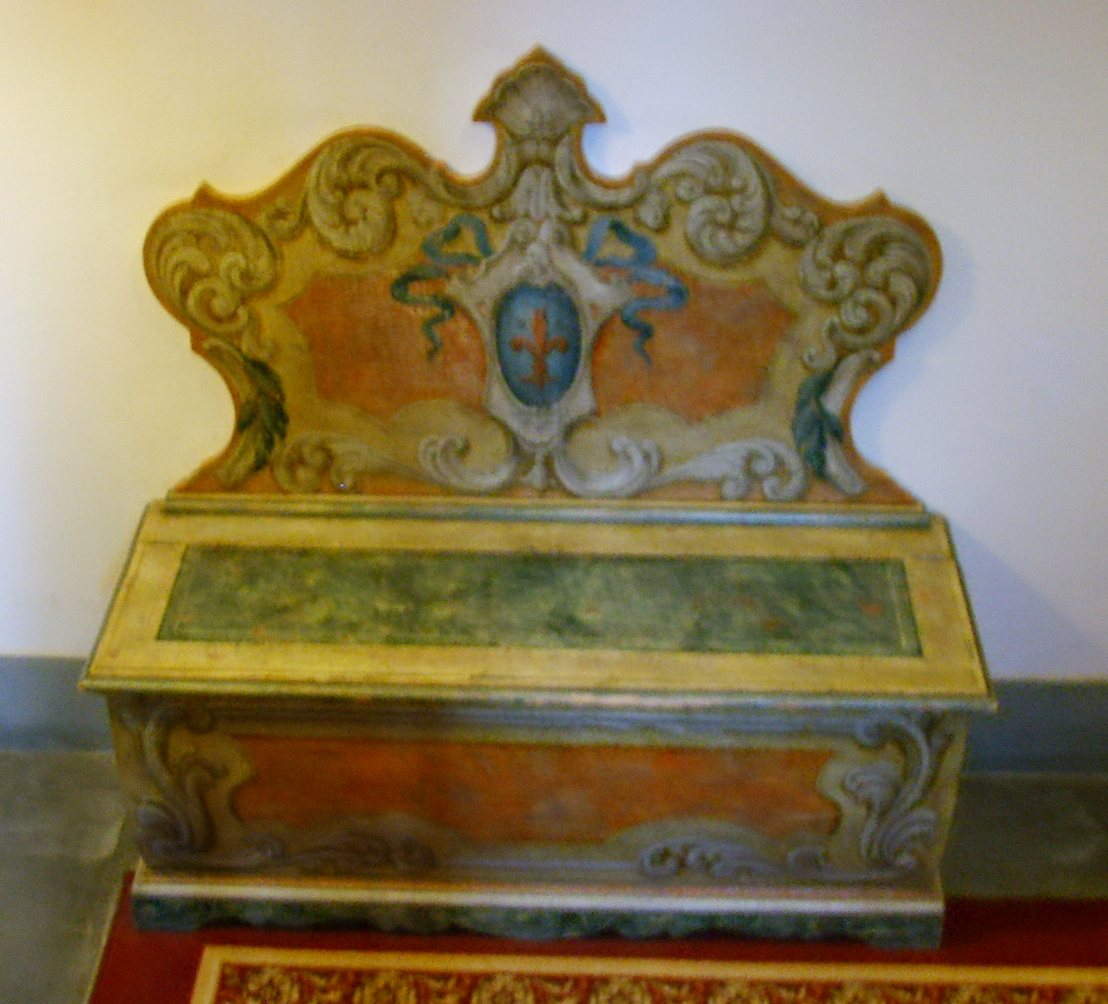
Cassapanca, Palazzo Venturi.

Un arquibanc, també conegut com a caixabanc (archibanc en occità, arquibanco, banco arcón en castellà o cassapanca en italià) és un seient que al mateix temps té la funció d'arca. La denominació ve de la combinació de dues tipologies de mobiliari, arca i banc.
És de tapa llevadissa, emprat, en el seu interior compartimentat o no, per a contenir roba i diversos objectes de la llar. Pot tenir respatller i braços o no tenir-los. Sorgeixen en la baixa edat mitjana i s'utilitzen en les sales, com a banc de peu, de llit, o de banc de llit ('antelecho en castellà).
Pels voltants del segle xv els comencem a trobar amb respatller i braços

## Història
Des de l'antiguitat trobem mostres de les dues tipologies que integren l'arquibanc.
A Catalunya existeixen diversos tipus de bancs i arques que influenciaran les posteriors realitzacions de caixabancs del s. XV.
Un exemple, és el banc Escó, el trobem documentat al segle xiv, es tracta d'un banc llarg amb respatller originàriament utilitzat en els primers parlaments. Una altra de les influències que rep és la caixa de núvia catalana, on trobem tècniques del treball de la fusta molt semblants.
A la península Ibèrica, es conserva una peça única dins la història del moble. L'arquibanc de pi, que procedeix de la catedral de Conca, destaca per la qualitat de la seva decoració tallada. Trobem també una cera afinitat formal amb la cassapanca i els trons medievals (religiosos o no), caracteritzats per un respatller imponent i sovint acompanyats per un calaix a sota del seient. Les fustes més utilitxades eren les de noguera i de pi.
A Itàlia els trobem documentats a mitjan quatroccento i llur existència es perllonga fins al segle XVIII. Al segle XV es veu influïda per l'estil clàssic que els arquitectes utilitzen per decorar els interiors de les esglésies, que més tard es veu reflectida a les cassapanche domèstiques. Normalment són peces molt decorades i de gran qualitat. El respatller alt que serveix per a isolar del fred de les parets a qui s'asseu en ell, domina durant la resta del quatroccento i apareix sovint partit per lessenes i combinat amb una cornisa superior.

## L'Arquibanc al dormidor
Està disposat generalment als peus del llit, sense respatller, ni braços a manera d'arca llarga i baixa, que es col·loca davant del llit per a guardar la roba. Al mateix temps serveix d'escala per enllitar-se i de seient per les visites. Pot tenir rodetes per a desplaçar-lo. De fet, en aquest cas, cal parlar més aviat d'arques o de caixes.

## Decoració
En el s. XV preval la línia dreta amb decoracions geomètriques i més simples. Els principals motius decoratius del s. XVI, són baixos relleus de temes clàssics, i la tècnica més utilitzada a tot Europa és la talla.
- Estil decoratiu de Pergamí: És un tema ornamental estès arreu d'Europa i típic del moble gòtic, que persisteix fins a finals del s.XVI. Consisteix en el gravat de panells subdividits en miralls que imiten el pergamí plegat en vertical i a base de repeticions formen un motiu decoratiu.

## Recursos en Línia
- RODRIGUEZ BERNIS S Diccionario del Mobiliario Ministerio de Cultura 2006, ISBN 9788481812688 http://www.mcu.es/museos/MC/Tesauros/Mobiliario/http://www.mcu.es/museos/MC/Tesauros/Mobiliario/